# Vijlenberg

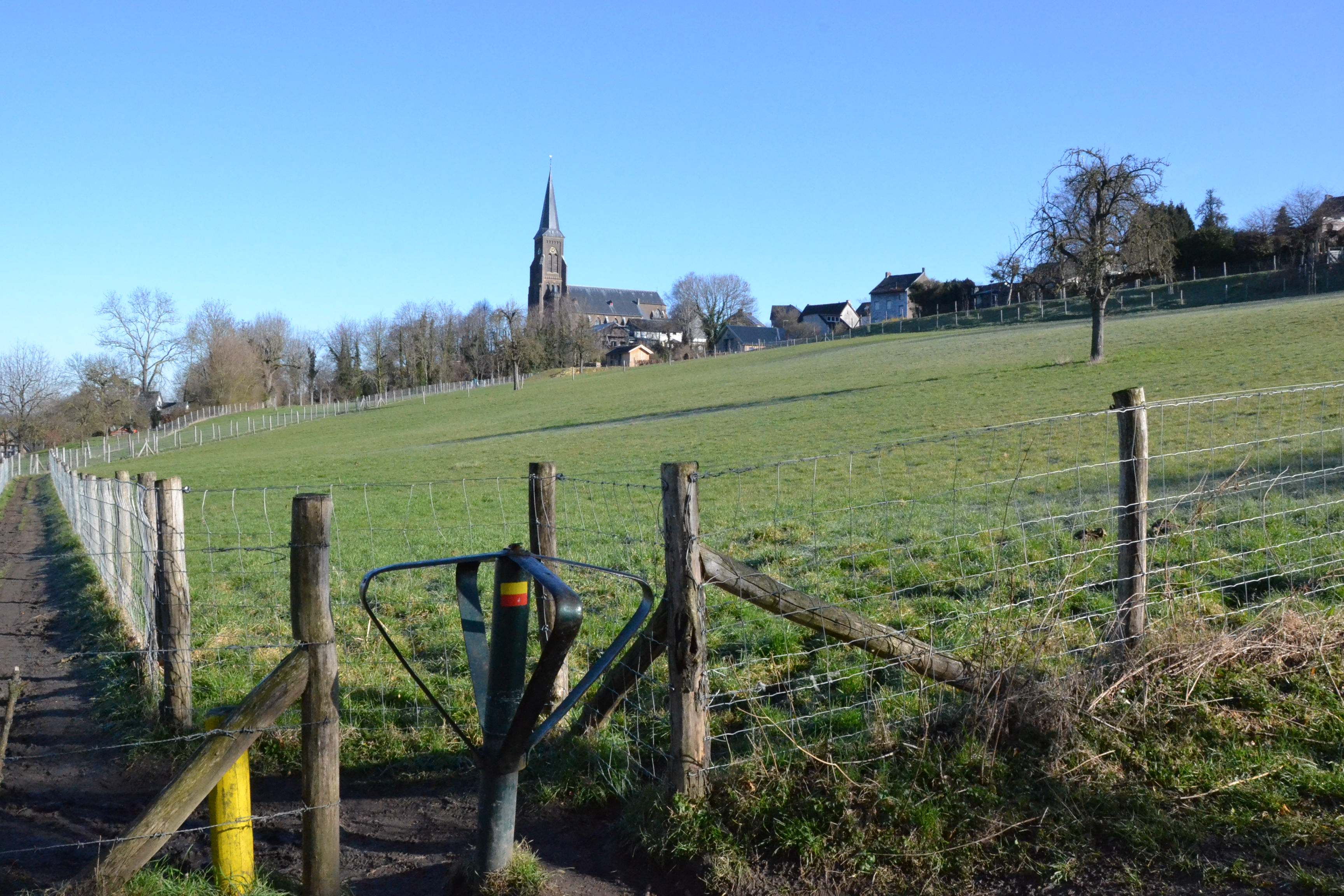
Zicht op de westhelling van de Vijlenberg

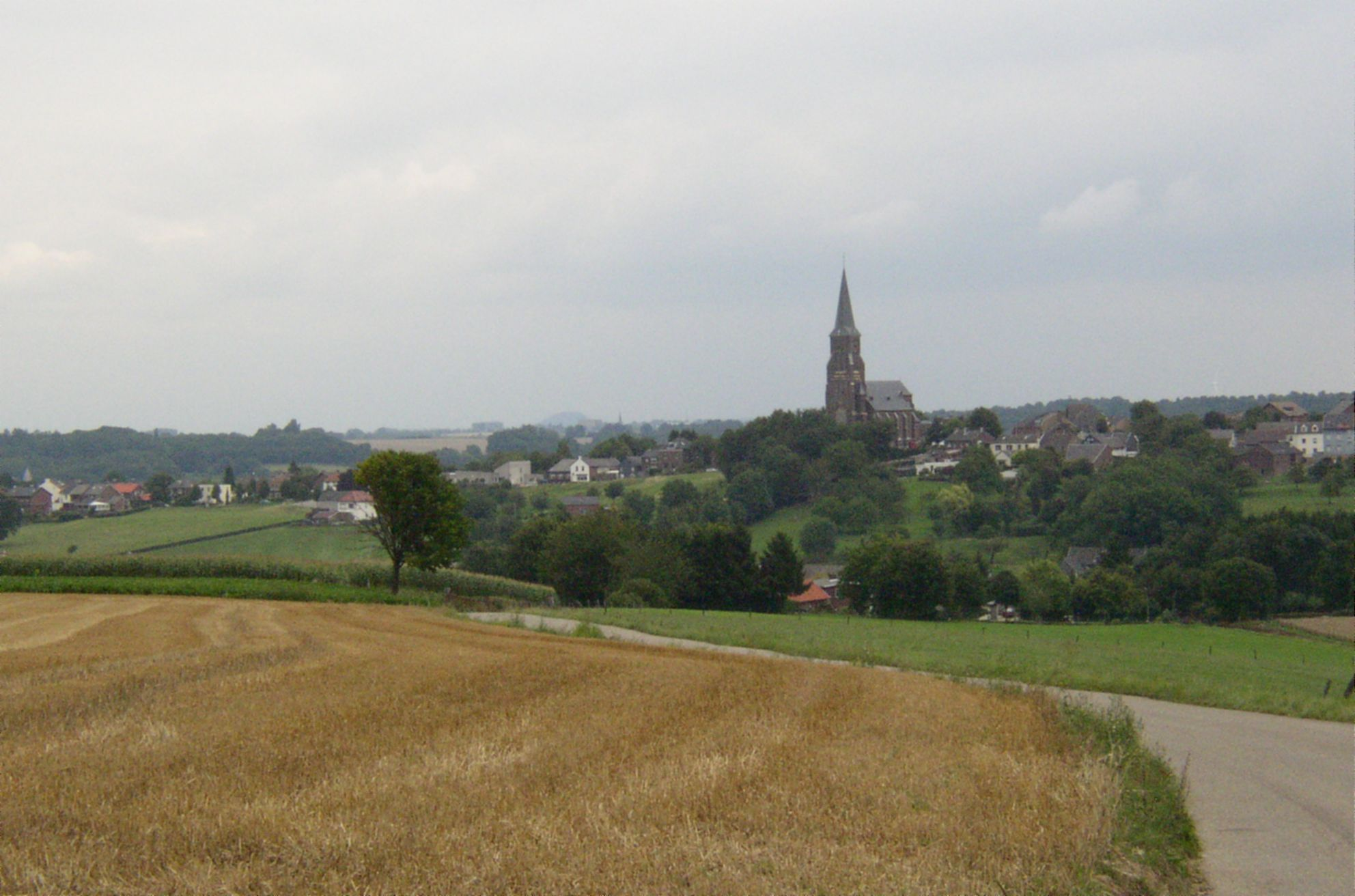
De heuvel gezien vanaf de overzijde van het dal aan de rand van het Vijlenerbos

De Vijlenberg of Vijlenerberg is een heuvel in Nederlands Zuid-Limburg in de gemeente Vaals. Op de heuvel is het kerkdorp Vijlen gebouwd en staat de Sint-Martinuskerk.
Op de heuvel ligt de straat Vijlenberg.

## Geschiedenis
In de 19e eeuw werd er begonnen in de Vijlenberg kalksteen te winnen voor de cementindustrie bij de cementfabriek Aachen-Vijlener Portland Cement Werk. De cementfabriek stond op de heuvel ten noorden van de dorpskern aan de splitsing met de Vijlenstraat en de kalksteen werd daar ten oosten van gewonnen in een groeve bovenop de heuvel. In 1899 werd ten westen van de eerste fabriek in het dal aan de voet van de heuvel een tweede fabriek geopend, de Nederlandsche Portland-Cementfabriek. Voor deze fabriek werd er ondergronds in de Vijlenberg kalksteen gewonnen en later in een dagbouwgroeve waarbij de kalksteen via een tunnel naar de fabriek werd vervoerd.
Na de Tweede Wereldoorlog vulde men de kalksteengroeve op met afval en kreeg ze de naam de Koel. In 1982 vulde men de groeve verder op met grond en puin (van een textielfabriek uit Vaals) en in 2004 werd de Koel omgevormd tot dorpsplein.

## Geografie
De heuvel is onderdeel van een heuvelrug aan de noordkant van het Plateau van Vijlen waar het onderdeel van uitmaakt. Deze rug begint tussen Wahlwiller en Mechelen en loopt in zuidoostelijke richting via Hilleshagen en Vijlen naar het Savelsbos. In het zuiden is de heuvel via een heuvelkam (met daarop de Rugweg) met de rest van het plateau verbonden. Ten noordoosten van de heuvel ligt het Selzerbeekdal met in het dal de Selzerbeek en de Harleserbeek en ten zuidwesten en westen een uitloper van het Geuldal met in het dal onderaan de voet van de berg de Lombergbeek.
De Vijlenberg heeft een hoogte van rond de 200 meter.

## Geologie
De kalksteen die in de heuvel gewonnen werd is Kalksteen van Vijlen uit de Formatie van Gulpen.